# Generoso Frate
Generoso Frate (Nápoles, 1857 -- Rio de Janeiro, 1885) foi um pintor e desenhista italiano que escolheu vir exercer sua arte no Brasil.[carece de fontes?]
Frequentou a Real Academia de Nápoles onde aprendeu a manejar os pinceis e levar para a tela ou papel as suas criações artísticas. Segundo Laudelino Freire foi aluno de Morelli. 
Chegou bem jovem à capital do Império, provavelmente por volta de 1883. Logo no ano seguinte participou da Exposição Geral organizada pela Academia Imperial de Belas Artes. A  exposição de 1884 foi a maior, mais concorrida e com melhores participantes dentre todas as organizadas no período imperial. Seria também a última antes de proclamada a República. Generoso Frate apresentou seis trabalhos: um óleo e cinco desenhos a fumaça, ou seja com emprego do esfuminho, técnica que teria sido pioneiro no país. Recebeu pela obra uma Medalha de Prata. 
Frate preparava sua exposição individual quando faleceu, vítima da epidemia de febre amarela que grassava na cidade do Rio de Janeiro em 1885. Morria prematuramente, pois ainda não tinha completado 29 anos, um jovem e promissor talento. [carece de fontes?]
A exposição foi realizada postumamente na Casa de Wilde, graças ao empenho de seu compatriota e colega de profissão Nicola Facchinetti e outros amigos do malogrado artista. 